# قصر أكوراي (أكوراي)
قصر أكوراي هو دُوَّار يقع بجماعة أسول، إقليم تنغير، جهة درعة تافيلالت في المملكة المغربية. ينتمي الدوّار لمشيخة أكوراي التي تضم 3 دواوير. يقدر عدد سكانه بـ 558 نسمة حسب الإحصاء الرسمي للسكان والسكنى لسنة 2004.

## روابط خارجية
- البوابة الوطنية للجماعات الترابية نسخة محفوظة 12 مارس 2018 على موقع واي باك مشين.
- المندوبية السامية للتخطيط